# Глущенкове
Глу́щенкове — село в Україні, у Борівській селищній громаді Ізюмського району Харківської області. Населення становить 36 осіб. До 2020 орган місцевого самоврядування — Ізюмська сільська рада.

## Географія
Село Глущенкове знаходиться на правому березі річки Нетриус. За 6 км розташоване село Ізюмське.

## Історія
- 1780-і роки — час першої згадки села[1].
- 12 червня 2020 року, відповідно до Розпорядження Кабінету Міністрів України № 725-р «Про визначення адміністративних центрів та затвердження територій територіальних громад Харківської області», увійшло до складу Борівської селищної громади.[2]
- 17 липня 2020 року, в результаті адміністративно-територіальної реформи та ліквідації Борівського району, увійшло до складу Куп'янського району Ізюмського області.[3]

## Населення

### Мова
Розподіл населення за рідною мовою за даними перепису 2001 року:
| Мова       | Кількість | Відсоток |
| ---------- | --------- | -------- |
| українська | 31        | 86.11%   |
| російська  | 5         | 13.89%   |
| Усього     | 36        | 100%     |